# Postje van Gerrit Vreeling
Het Postje van Gerrit Vreeling (brug 351) is een houten ophaalbrug in Zunderdorp in Amsterdam-Noord.
De brug overspant de plaatselijke Nieuwe Gouw/Achtergouwtje en vormt de verbinding tussen de Zunderdorpergouw en de Middenlaan Zunderdorp. Ze vormt daarbij het zuidwestpunt van het gehucht. De brug is vernoemd naar inwoner Gerrit Vreeling.
Op de kaart van Jacob Kuyper uit circa 1865 van Nieuwendam (Zunderdorp hoorde tot gemeente Nieuwendam) is hier al een doorlopende weg te zien, die over een water voert. De brug kwam in 1916 in het nieuws toen zij beschadigd raakte tijdens de stormvloed van 1916; de brug werd naderhand gerepareerd, maar geld voor een nieuwe brug was er (nog) niet. In 1928 was eerst de brug aan de andere kant van de Middenlaan Zunderdorp, de Bakkersbrug aan reparatie toe. In het voorjaar 1930 stelden burgemeester en wethouders van Amsterdam, dat Nieuwendam in 1921 had geannexeerd, voor, dat ook deze brug aangepast moest worden op hun kosten; zij zouden ook het onderhoud voor hun rekening nemen; geschatte kosten 14.000 gulden. De brug werd vernieuwd en verbreed. Het was daarbij handig dat ze gebruik kon maken van de bouwtekening van de Bakkersbrug, zodat hier een kopie kwam te staan van deze brug. De brug werd omstreeks juni 1931 zonder al te veel aandacht geopend.
De brug vertoont dezelfde opvallende kenmerken als de Bakkersbrug. Zo steekt de bovenbalk op de hameipoort aan beide kanten enige centimeters uit. De hameipoort is bestaat niet uit een halve cirkel, maar uit een halve ellips. Het raakpunt tussen poort en balk bevat een kleine versiering. Aangezien Zunderdorp toen al tot Amsterdam behoorde, was het ontwerp van de brug van de Dienst der Publieke Werken, de ontwerper zelf is vooralsnog onbekend. Wat deze brug bijzonder maakt is dat er in de landhoofden een jaartal is verwerkt. Er is in het graniet "Ao" en "’31" zichtbaar in letters en cijfers, die zijn uitgevoerd in de stijl van de Amsterdamse School. In 1966/1967 is de bovenbouw van de brug vernieuwd.

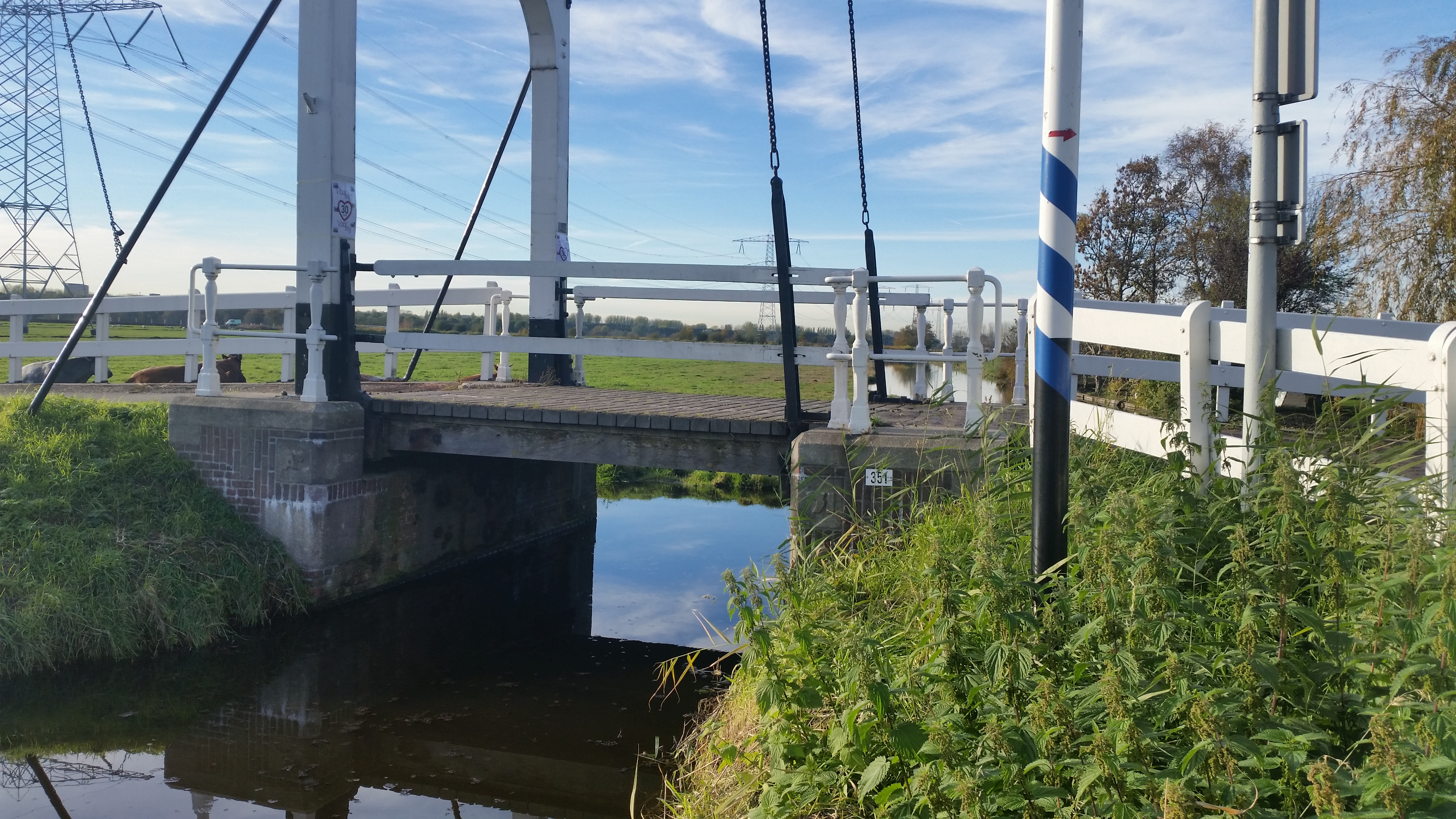
Zijaanzicht met bij uitvergroten Ao 1931 (november 2018)

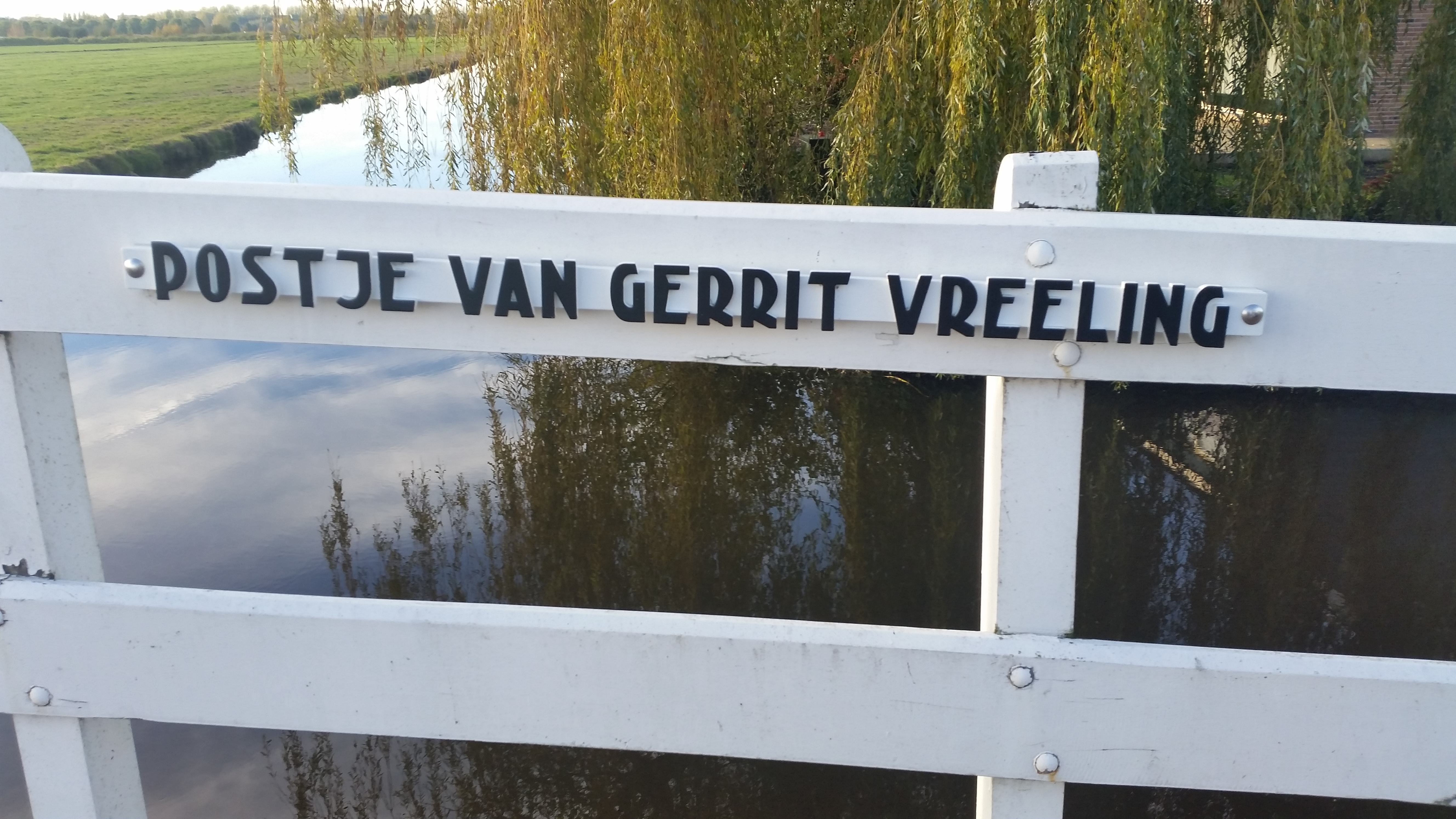
Naamplaat (november 2018)

<<< · 300 · 301 · 302 · 303 · 304 · 305 · 306 · 307 · 308 · 309 · 310 · 311 · 312 · 313 · 314 · 315 · 316 · 317 · 318 · 320 · 321 · 322 · 323 · 324 · 325 · 327 · 328 · 330 · 331 · 332 · 333 · 334 · 335 · 336 · 337 · 338 · 339 · 340 · 341 · 342 · 343 · 344 · 345 · 346 · 347 · 348 · 349 · 350 · 351 · 352 · 353 · 354 · 355 · 356 · 357 · 358 · 359 · 360 · 361 · 362 · 363 · 364 · 365 · 366 · 367 · 368 · 371 · 372 · 373 · 374 · 375 · 376 · 377 · 378 · 379 · 380 · 381 · 382 · 383 · 385 · 386 · 387 · 388 · 389 · 390 · 391 · 392 · 393 · 394 · 395 · 396 · 397 · 398 · 399 · >>>
Brugnummers 319, 326, 329 (tijdelijke duiker in de Ringspoordijk), 369, 370, 384 zijn niet (meer) vergeven.